# Dover (Australia)
Dover – miasto w Australii, w południowej części Tasmanii.